# Hydnophytum
Hydnophytum là một chi thực vật có hoa trong họ Thiến thảo (Rubiaceae).

## Hình ảnh

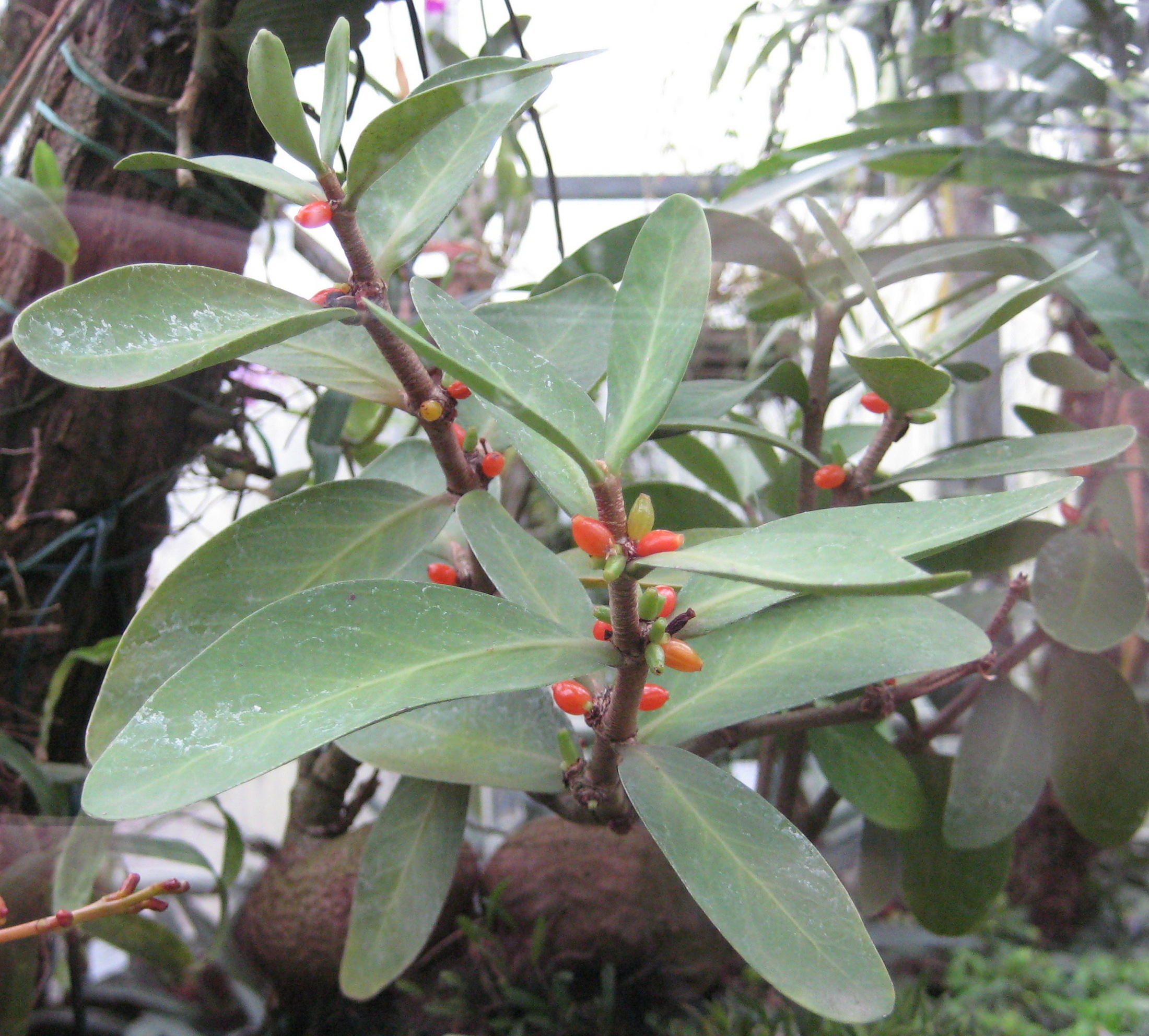
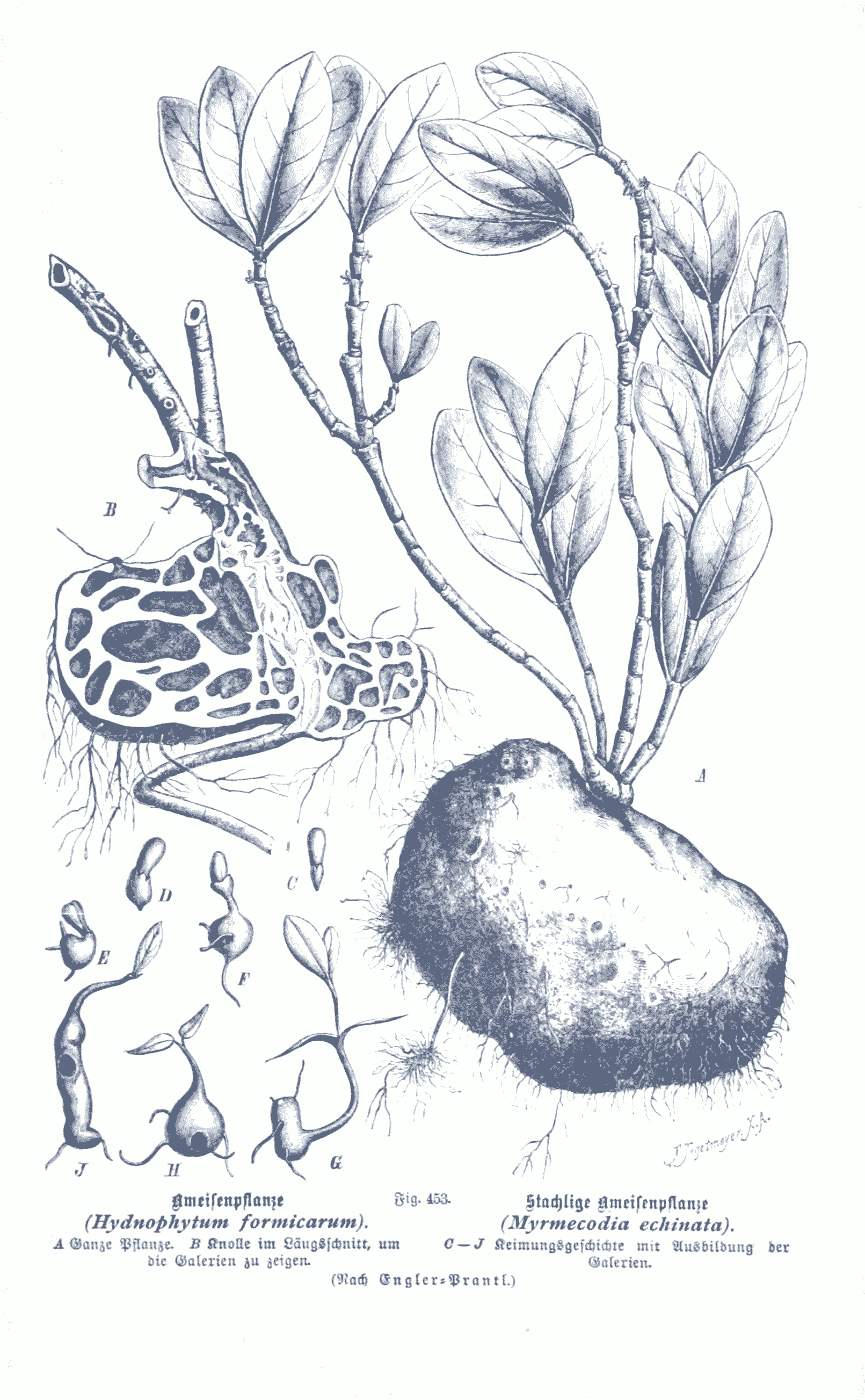

## Loài
Chi Hydnophytum gồm các loài: